# Élections municipales de 2008 à Amiens
Pour un article plus général, voir Élections municipales de 2008 dans la Somme.
Les élections municipales se sont déroulées les 9 et 16 mars 2008 à Amiens.

## Mode de scrutin
Le mode de scrutin à Amiens est celui des villes de plus de 3 500 habitants : la liste arrivée en tête obtient la moitié des 55 sièges du conseil municipal. Le reste est réparti à la proportionnelle entre toutes les listes ayant obtenu au moins 5 % des suffrages exprimés. Un deuxième tour est organisé si aucune liste n'atteint la majorité absolue et au moins 25 % des inscrits au premier tour. Seules les listes ayant obtenu aux moins 10 % des suffrages exprimés peuvent s'y présenter. Les listes ayant obtenu au moins 5 % des suffrages exprimés peuvent fusionner avec une liste présente au second tour.

## Contexte

### Conseil municipal sortant
| Parti                                       | Sigle | Sigle | Elus | Groupe                        |
| ------------------------------------------- | ----- | ----- | ---- | ----------------------------- |
| Majorité (45 sièges)                        |       |       |      |                               |
| Nouveau centre                              |       | NC    | ?    | Tous pour Amiens              |
| Union pour un mouvement populaire           |       | UMP   | ?    | Tous pour Amiens              |
| Divers droite                               |       | DVD   | ?    | Tous pour Amiens              |
| Mouvement démocrate                         |       | Modem | ?    | Tous pour Amiens              |
| Centre national des indépendants et paysans |       | CNIP  | ?    | Tous pour Amiens              |
| Opposition (10 sièges)                      |       |       |      |                               |
| Parti socialiste                            |       | PS    | 3    | Élus socialistes              |
| Parti communiste français                   |       | PCF   | 2    | Amiens dynamique et solidaire |
| Mouvement républicain et citoyen            |       | MRC   | 2    | Élus républicains et citoyens |
| Les Verts                                   |       | Verts | 2    | Élus Verts                    |
| Front national                              |       | FN    | 1    | Non-inscrit                   |
| Maire d'Amiens                              |       |       |      |                               |
| Gilles de Robien (NC)                       |       |       |      |                               |

## Candidats
- Francis Dollé (LCR) : liste Amiens 100 % à gauche (LCR, PRS)
- Dominique Fachon (CNIP) : liste Vive Amiens (DVD)
- Yanick Leflot-Savain (MoDem) : liste Amiens Démocrate
- Bruno Paleni (LO) : liste Lutte ouvrière
- Gilles de Robien (NC) : liste Mon parti c'est Amiens (NC, UMP, DVD)
- Gilles Demailly (PS) : liste Unis et solidaires (PS, PCF, Verts, MRC et PRG)

## Résultats
|                        | Gilles Demailly      | PS-PCF-Verts-MRC-PRG | 16 914 | 41,37  | 26 424 | 56,21  | 43 |  |  |  |  |
| Unis et solidaires     |                      |                      | 16 914 | 41,37  | 26 424 | 56,21  | 43 |  |  |  |  |
|                        | Gilles de Robien*    | NC-UMP               | 15 896 | 38,88  | 20 582 | 43,79  | 12 |  |  |  |  |
| Mon parti c'est Amiens |                      |                      | 15 896 | 38,88  | 20 582 | 43,79  | 12 |  |  |  |  |
|                        | Francis Dollé        | LCR                  | 2 630  | 6,43   |        |        |    |  |  |  |  |
| Amiens 100 % à gauche  |                      |                      | 2 630  | 6,43   |        |        |    |  |  |  |  |
|                        | Yanick Leflot-Savain | Modem                | 2 379  | 5,82   |        |        |    |  |  |  |  |
| Amiens démocrate       |                      |                      | 2 379  | 5,82   |        |        |    |  |  |  |  |
|                        | Dominique Fachon     | CNIP                 | 1 777  | 4,35   |        |        |    |  |  |  |  |
| Vive Amiens            |                      |                      | 1 777  | 4,35   |        |        |    |  |  |  |  |
|                        | Bruno Paleni         | LO                   | 1 284  | 3,14   |        |        |    |  |  |  |  |
| Lutte ouvrière         |                      |                      | 1 284  | 3,14   |        |        |    |  |  |  |  |
|                        |                      |                      |        |        |        |        |    |  |  |  |  |
| Inscrits               | Inscrits             | Inscrits             | 77 509 | 100,00 | 77 507 | 100,00 |    |  |  |  |  |
| Abstentions            | Abstentions          | Abstentions          | 35 081 | 45,26  | 39 251 | 37,74  |    |  |  |  |  |
| Votants                | Votants              | Votants              | 42 428 | 54,74  | 48 256 | 62,26  |    |  |  |  |  |
| Blancs et nuls         | Blancs et nuls       | Blancs et nuls       | 1 548  | 3,65   | 1 250  | 2,59   |    |  |  |  |  |
| Exprimés               | Exprimés             | Exprimés             | 40 880 | 96,35  | 47 006 | 97,41  |    |  |  |  |  |

### Conseil municipal élu
|                                   |       |       |      |                         |
| Parti                             | Sigle | Sigle | Elus | Groupe                  |
| Majorité (43 sièges)              |       |       |      |                         |
| Parti socialiste                  |       | PS    | 22   | Socrate PS - MRC - PRG  |
| Mouvement républicain et citoyen  |       | MRC   | 3    | Socrate PS - MRC - PRG  |
| Parti radical de gauche           |       | PRG   | 3    | Socrate PS - MRC - PRG  |
| Parti communiste français         |       | PCF   | 8    | Communistes et citoyens |
| Les Verts                         |       | Verts | 7    | Verts et Ouvert         |
| Opposition (12 sièges)            |       |       |      |                         |
| Nouveau centre                    |       | NC    | 6    | Mouvement pour l'Avenir |
| Divers droite                     |       | DVD   | 5    | Mouvement pour l'Avenir |
| Union pour un mouvement populaire |       | UMP   | 1    | Mouvement pour l'Avenir |
| Maire d'Amiens                    |       |       |      |                         |
| Gilles Demailly (PS)              |       |       |      |                         |